# John Lees
John Lees (* 13. ledna 1947, Oldham, Lancashire, Anglie) je anglický kytarista a zpěvák. V roce 1966 byl jedním ze zakládajících členů skupiny Barclay James Harvest. Od roku 1998 je členem skupiny John Lees' Barclay James Harvest. Roku 1977 vydal sólové album A Major Fancy. Později se sólové dráze nikdy nevěnoval. Album bylo původně nahráno již roku 1972, ale vydání se dočkalo až po pěti letech.